# Henri Munyaneza
Henri Munyaneza, né le 19 juin 1984 à Kigali au Rwanda, est un footballeur international rwandais au poste d'attaquant. 
Il joue actuellement pour le club belge du SK Berlare. Il compte 6 sélections en équipe nationale entre 2003 et 2008.

## Biographie

### Équipe nationale
Henri Munyaneza est convoqué pour la première fois par le sélectionneur national Ratomir Dujković pour un match des éliminatoires de la Coupe du monde 2010 face à la Namibie le 12 octobre 2003. Il entre à la 61e minute à la place de Désiré Mbonabucya (victoire 3-0).
Il représente son pays lors de la Coupe d'Afrique des nations 2004.
Il compte 6 sélections avec l'équipe du Rwanda entre 2003 et 2008.

## Palmarès
- Avec le FCV Dender EH : 
  - Champion de  Belgique de D3 en 2006